# Municipio de Hamden
El municipio de Hamden (en inglés: Hamden Township) es un municipio ubicado en el condado de Becker en el estado estadounidense de Minnesota. En el año 2010 tenía una población de 206 habitantes y una densidad poblacional de 2,24 personas por km².

## Geografía
El municipio de Hamden se encuentra ubicado en las coordenadas 46°55′48″N 95°58′59″O / 46.93000, -95.98306. Según la Oficina del Censo de los Estados Unidos, el municipio tiene una superficie total de 91.97 km², de la cual 88,43 km² corresponden a tierra firme y (3,85 %) 3,54 km² es agua.

## Demografía
Según el censo de 2010, había 206 personas residiendo en el municipio de Hamden. La densidad de población era de 2,24 hab./km². De los 206 habitantes, el municipio de Hamden estaba compuesto por el 98,06 % blancos, el 1,94 % eran amerindios. Del total de la población el 0 % eran hispanos o latinos de cualquier raza.